# Măieruș
Măieruș is een Roemeense gemeente in het district Brașov.
Măieruș telt 2680 inwoners.